# Après la tourmente (film, 1948)
Pour les articles homonymes, voir Après la tourmente.
Pour plus de détails, voir Fiche technique et Distribution.
Après la tourmente (titre original : Nach dem Sturm) est un film de production autrichienne, liechtensteinoise et suisse réalisé par Gustav Ucicky sorti en 1948.
L'histoire est basée sur le projet de nouvelle du même nom de Carl Zuckmayer, qui n'est publié qu'un an plus tard.

## Synopsis
Immédiatement après la fin de la Seconde Guerre mondiale à Salzbourg, été 1945, le major américain Michael Sinclair confisque la villa du baron von Tretini, déjà harcelé par les nazis, pour lui et son unité. Barbara von Tretini, la fille du baron, a passé du temps dans un camp de travail nazi. La virtuose du piano, qui souffre depuis de problèmes de santé, envisage de monter un orchestre, car la musique, c'est toute sa vie. Le major Sinclair, qui éprouve de la sympathie pour la jeune femme, lui permet de passer un séjour de détente au Tessin, où Sinclair la suit. L'amour se développe bientôt entre les deux et ils se fiancent.
Lorsque le fiancé de Barbara, le compositeur Thomas Esterer, que l'on croyait mort, revient de captivité, les choses se compliquent soudain. L'homme est marqué par la guerre et l'emprisonnement. L'artiste musical a des engelures aux mains et l'espoir de revoir Barbara dans son cœur. Sa dernière possession est un concerto pour piano dédié à Barbara qu'il a composé. Tiraillée entre les deux hommes, Barbara n'arrive à se décider ni pour l'un ni pour l'autre. Elle organise la représentation du concert qui lui est dédié et le joue au piano, mais quitte la représentation avant que la tempête d'acclamations n'éclate. Lorsqu'un orage gronde sur le lac, elle sort le bateau avec une intention suicidaire. Elle ne reviendra pas après la tempête.

## Fiche technique
- Titre français : Après la tourmente
- Titre original : Nach dem Sturm
- Réalisation : Gustav Ucicky assisté de Max Haufler
- Scénario : Gustav Ucicky, Peter Wyrsch
- Musique : Wal-Berg
- Direction artistique : Otto Niedermoser, Robert Furrer, Adolf Rebsamen
- Costumes : Jean Dessès, Gaby Jouval
- Photographie : Konstantin Irmen-Tschet, Otto Ritter
- Son : Rolf Epstein
- Montage : Hermann Haller
- Production : Willy Wachtl
- Société de production : Cordial-Filmproduktion
- Société de distribution : Prisma Filmverleih
- Pays de production :  Autriche,  Liechtenstein,  Suisse
- Langue : allemand
- Format : Noir et blanc - 1,37:1 - Mono - 35 mm
- Genre : Drame
- Durée : 96 minutes
- Dates de sortie :
  - Suisse : 17 novembre 1948.
  - Autriche : 21 janvier 1949.
  - Allemagne : 28 octobre 1949.
  - France : 5 juin 1951[1].

## Distribution
- Marte Harell : Barbara von Tretini
- Erwin Kalser : Baron von Tretini, son père
- Maria Schell : Gretel Aichinger
- Max Haufler : Aichinger, son père, photographe
- Nicholas Stuart : Major Michael Sinclair
- Leopold Rudolf : Thomas Esterer
- Adrienne Gessner : Captain Virginia Jenkins
- Annie Rosar : Mme Boetz
- Emil Hegetschweiler: le majordome du baron Tretini
- Armin Schweizer (de) : le gérant du bar

## Production
Après la tourmente est tourné en mai et juin 1948 aux studios de cinéma de Bellerive (canton d'Argovie) et à Rosenhof (Zurich) (plans intérieurs) ainsi qu'à Ascona, San Salvatore (canton du Tessin) et à Salzbourg (derniers plans juillet-août 1948).
Le producteur Willy Wachtl, originaire du Tyrol, est à l'époque le propriétaire de cinéma le plus puissant de Suisse et en même temps président de l'Association suisse du cinéma.